# Elevador Polanco

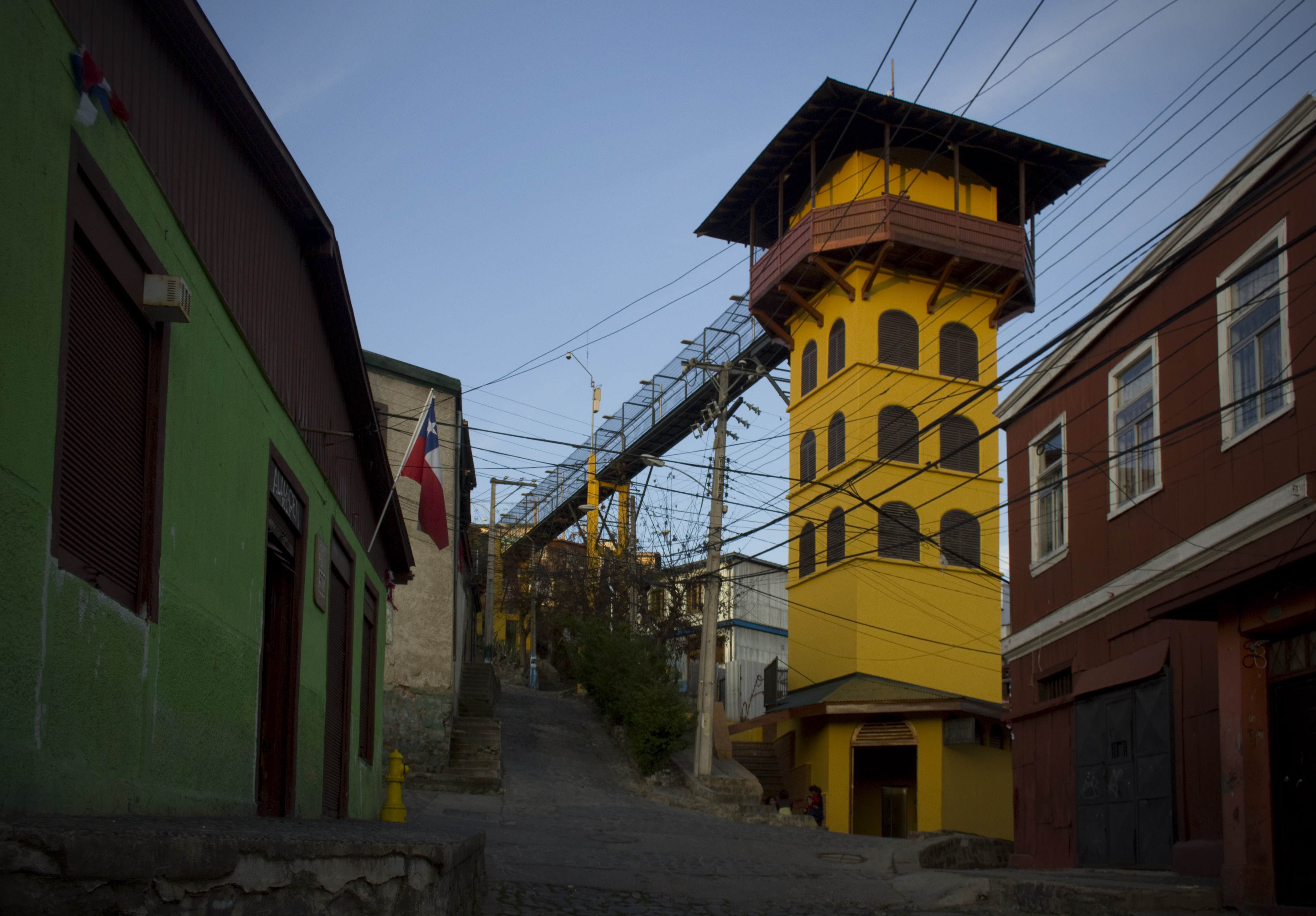
Elevador Polanco

É um elevador utilizado como meio de transporte público urbano na cidade chilena de Valparaíso, que tem esse nome pois está localizado no Cerro Polanco.
Foi construído em 1915 pelo engenheiro Frederico Page.
O acesso à parte inferior é feito por um túnel de 150 metros. Os passageiros sobem 60 metros (48 metros no subsolo e 18 metros acima do solo) até o final da torre que é um mirante onde têm acesso a uma passarela de 48 metros .